# Poligynandria
Poligynandria (powst. z poł.: poligynia – z stgr. πολύς polys „liczny” i γυνή gyne „kobieta” + poliandria – z stgr. πολύς polys – „liczny” oraz ἀνήρ aner, dopełniacz ἀνδρός andros – „mężczyzna”), wielogamia, multigamia, wielomałżeństwo – jedna z form poligamii.

## Kontekst antropologiczny
W antropologii odnosi się do formy małżeństwa więcej niż jednego mężczyzny z więcej niż jedną kobietą, którzy wraz ze swoimi dziećmi tworzą multilateralną rodzinę. Czasami spotykane współcześnie np. w Tybecie.

## Kontekst biologiczny
W biologii, polega na wyłącznym związku dwóch lub kilku samców z dwiema lub kilkoma samicami. Liczba samców i samic nie musi być jednakowa. Zjawisko występuje u ssaków (np. borsuki), także u małp człekokształtnych (u szympansów karłowatych, gdzie jednak nigdy nie dochodzi do kopulacji pomiędzy synami a matkami), ryb (igliczniowate, pielęgnicowate), ptaków (np. dzięciur żołędziowy), jak i owadów (Aquarius remigis, gatunek nartnika).